# Marisa García Pena
Marisa García Pena (Vigo, 1947, también conocida como Luisa María García Pena o María Luisa García Pena) es una deportista española y exjugadora de balonmano.

## Trayectoria

### Balonmano
Considerada la mejor deportista viguesa de la historia, fue internacional con la selección española 17 veces con José Antonio Roncero a los mandos, entre los años 1967 y 1976. Jugó con el Medina de Vigo, donde coincidió con Margarita Concepción Vidal y, a partir de 1972, en el Bayern de Múnich.

### Atletismo
Su capacidad atlética le hizo imbatible durante muchos años en lanzamientos. Participó bajo el escudo de la sección de atletismo del Real Club Celta y fue quince veces campeona de España absoluta al aire libre en diferentes modalidades (seis veces en disco, cinco en jabalina y cuatro en peso). En la actualidad es una de las más laureadas (tras Rosa Colorado con 19, Ana María Molina con 18 y María José Martínez Guerrero, con 17). Además fue plusmarquista de España hasta en catorce veces el récord nacional de peso, doce el de disco y ocho el de jabalina e internacional con la selección española.
También competía en salto de longitud, 50 metros, 200 metros y en pentatlón, donde llegó a ganar la medalla de plata en competiciones españolas.

### Otros deportes
Jugó en el Estudiantes y el Celta de baloncesto en los años 60 y también jugó al hockey hierba (uno de los deportes preferidos más practicados por las mujeres en la época).

## Galardones
- Carabela de Plata en la I Fiesta do Deporte Vigués (1967, 1968)
- Mejor atleta femenina española (1967)

## Vida
Tuvo un comercio de material deportivo en Vigo. Se le perdió la pista en la Alemania de los años 70.